# ハンター (ガーゴイルズ)
ハンター（hunter）は、アメリカ合衆国のアニメ『ガーゴイルズ』に登場する架空の一族の総称。ゴライアスの妻デモーナのライバル。

## 人物
歴代ハンター全員がマスクにデモーナの爪跡を模した3つの赤い傷を入れている。
994年の初代ハンターであるギルカムゲインは普通の農家の少年であったが、ワイバーン城落城により人間に絶望したデモーナにより顔面に爪で傷をつけられたことにより、デモーナに激しい憎悪を燃やしデモーナ妥当を目指す。成人になってからは剣の腕を磨き何度もデモーナと激突した。ハンターとなった後はマクベスの父親モレイ城城主フィンドレイを暗殺している。その後1032年にグルオーヒと偽りの婚礼を行うも、その夜に仇討ちに燃えるマクベスと決着を望むデモーナの襲撃に合い、マクベスと老いと気落ちで弱ったデモーナを圧倒するも、逆転されデモーナに敗れ転落死した。
その後、親戚のギルカムゲインのマスクをダンカン王が受け継ぎ以後はダンカン王がハンターとなりデモーナ妥当を狙う。しかし、ダンカンは1040年同盟を設立したデモーナとマクベスと激突した際に、ダンカンは自分の軍をマクベスらとデモーナと親衛隊ガーゴイルに討ち破られ、ダンカンもマクベスに倒された。その後、ダンカンの息子のカンモールがダンカンのマスクを受け継ぎ新たなるハンターとなり、カンモールは1057年にマクベスのスコットランド軍を自らが率いるイングランド軍で破りデモーナの親衛隊は全滅する。
しかし、その後、マクベスの息子と援軍によりカンモールとイングランド軍も全滅した。その後、カンモールの子孫のルネサンスハンターもあらゆる武器や道具で挑むもデモーナに倒され、さらにその息子のチャールズ・キャンモアも1980年にノートルダム寺院での一騎討ちでデモーナに討たれた。
その後、1996年にチャールズの息子のジェイソン・キャンモア、ロビン・キャンモア、ジョン・キャンモアの3兄妹がデモーナを倒すべくマンハッタンに襲来し、ジョンは後にジョン・キャスウェイとして整形し名前を変え、クォーリーメン軍団を率いてマンハッタン一族と対決するがゴライアスらに敗北し電車を破壊しようとした罪で警察に逮捕された。
ジョンの仲間である暗殺者は敵側のデモーナ側につく結果となり、歴代ハンター達は強力な武器を多数装備し先祖代々でデモーナを倒そうとしたが、結局素手のデモーナすらも倒すことはできなかったのである。

## ハンター一族
- ギルカムゲイン

初代ハンター。農家の少年だったが、馬小屋で食料を盗んでいたデモーナに遭遇し顔を傷つけられ以後、その憎悪によりデモーナを倒すべくハンターとなった。戦いでは剣と盾を武器とする。成人になってからはフィンドレイを暗殺している。グルオーヒと偽りの婚礼を上げていたが、その夜にデモーナとマクベスと対決し、デモーナに転落死させられた。
- ダンカン

ギルカムゲインのマスクを受け継いだ2代目ハンターでギルカムゲインの親戚。ギルカムゲインに依頼し、マクベスの父親を暗殺している。最後は仇討ちに燃えるデモーナの助けを受け魔女から光の玉を渡されていたマクベスに光の玉を投げつけられ倒される。
- カンモール

ダンカンの息子。マクベスにより王である父親を倒され、王位を剥奪されるがまだ子供だという理由でマクベスとデモーナに助命される。その後スコットランドを追放されるが、後に成人となった後スコットランドに舞い戻り、イングランド軍を率いてスコットランド軍と親衛隊ガーゴイルを全滅させる。そして父親の仇であるマクベスを討つも不死身であったため殺すことはできなかった。その後、マクベスの息子と援軍により滅ぼされたものと思われる。
- ルネサンスハンター

チャールズの父でカンモールの子孫でジェイソンの祖父。ハンググライダーなどの様々な特殊武器や道具でデモーナと激闘を展開したが、デモーナに勝てるはずもなく最後はデモーナに倒された。デモーナに対しては「私は諦めん。貴様らガーゴイルが全て死に絶えるまではな！！」と叫んでいた。
- チャールズ・キャンモア

パリ出身。キャンモアの父親でルネサンスハンターの息子。父の後を継ぎデモーナ打倒を誓っていた。しかし、1980年にノートルダム寺院でレーザガンを装備してデモーナに一騎討ちを挑むも、寺院の宝を持っており片手が塞がったデモーナに手も足も出ず敗北し転落死した。事件性が不明のため警察では変死扱いされていた。
- ジェイソン・キャンモア

チャールズの息子でカンモールの子孫。エリサ・マーザと同じ署に配属されてきた新米刑事で、父であるハンターとその先祖達をデモーナに殺された復讐のため、デモーナとその家族であるゴライアスとアンジェラへの人誅を計画する。表の顔はエリサの元に配属されてきた新米刑事で射撃が得意。妹のロビン・キャンモアと弟のジョン・キャンモア（後に整形してジョン・キャスタウェイとなる）がいる。一意時期エリサと両思いの関係であった。普段は刑事であるがその正体はガーゴイルを狙うハンターである。ただし、完全な悪人ではない。アニメでは、弟のジョン・キャスタウェイがゴライアス達最後の相手となる。エリサの説得によりデモーナを許し、ゴライアスらと和解する。しかし、最後はゴライアスを庇ってジョンのレーザーガンで胸を撃たれて脊髄を損傷し下半身不随となる。
- ロビン・キャンモア

（声-英シーナ・イーストン）
フランス生まれのフランス人で年齢は30歳。キャンモアの妹でジョンの姉。ハンターの中で唯一の女。デモーナにハンターである父親を討たれ仇を打つべくデモーナを付け狙うハンターとなった。パリ出身であるがパリでデモーナに父親を倒されたため、デモーナを追ってはるばるマンハッタンまでやって来た。14歳の時にデモーナに父親のチャールズが殺される所を目撃しハンターになる決意をする。ソルボンヌ大学出の天才で知能は3兄妹の中で最も高くそれに加え格闘能力も3人の中でもかなり高い。ハンターの武器の開発や飛行船などの設計も担当。デモーナの正体を探るため一時はアンジェラの母親のドミニクの会社で秘書を務めていたこともあった。デモーナに父親を倒されたためデモーナの娘であるアンジェラも同様に憎い相手である。アンジェラのライバル。コミックではより強くなるために体にガーゴイルのDNAを摂取したことにより命の危機に陥るが、アンジェラのDNAを与えられ助命される。コミックのエピソードのパラレルワールドの世界では人間として生まれ男体化したアンジェラの妻となっており夫婦となっていた。
- ジョン・キャンモア

キャンモアとロビンの弟。目的のために無関係な人々を傷つけることを嫌う。特殊スーツを装着しての神殿での戦いでは、ハドソンを圧倒するがゴライアスには敗北し殺されかけるが、エリサに助けられる。最後は自分のレーザーガンでカンモアを誤射してしまい、その出来事からか整形してジョン・キャスウェイとなりクォリーメン軍団を率いてマンハッタン一族を狙う。
- ジョン・キャスタウェイ

ジョンが整形し名前を偽った姿でアニメでのゴライアスの最後の敵。ジョンと違い髭を生やしている。自らが組織したクォーリーメン軍団を率いてガーゴイル打倒を目論む。自らも特殊スーツを身に纏いハンマーを武器にゴライアスらと激闘を展開した。最後は人々を巻き添えにする可能性があるにもかかわらず電車を破壊しようとした罪で警察に逮捕された。本人は自らがガーゴイル達の天敵だと思い込んでいたものの、結局はデモーナに踊らされていたにすぎなかった。
- 再生ギルカムゲイン（ルネサンスハンター）

コミックのみに登場。ギルカムゲンの悪霊がコンスタンティーノに憑依して復活した姿。ギルカムゲインと同様に顔に赤い傷がある。憑依された際に頭部に異常を感じたコンスタンティーノが髪を剃ったため以前と頭部の形状が著しく異なりスキンヘッドである。ギルカムゲインが憑依しているため仇であるデモーナを倒そうと狙う。戦闘能力は以前よりもはるかにパワーアップしており、過去に現れたゴライアス、デモーナ、アンジェラ、さらにブルックリンとも激闘を展開した。最後は憑依されていたコンスタンティーノの肉体が限界を迎え溶けて消滅した。

## 番外
- エリック親子

旅編でノルウェーの雪山で吹雪に苦しむエリサを助けてくれた父子。瞳の力により傲慢な態度をとるオーディンゴライアスをよく思わず。オーディンゴライアスのことを「ゴライアスってのは最低な奴だな」と称している。ただし、正気を取り戻したゴライアスのことは見直したようである。息子のほうはガーゴイルであるアンジェラを警戒している様子はなかった。母親は既に故人のようである。

## 武器・道具
ハンターシップ
ロビン達が開発した大型の機械の飛行船。船体の色は黒と赤。ミサイルなどの武器を装備しているほか、船内には高圧電流を発するガーゴイル用の牢獄が完備されている。その他、巨体を生かした体当たり攻撃も可能。
ハンターマスク
一族全員が顔に被っている覆面型のマスク。顔にはデモーナの爪の跡を模した3つの赤い爪跡がある。材質はただの布。それぞれ、デモーナに倒されるたびにギルカムゲイン→ダンカン→カンモール→ルネサンスハンター→チャールズ→キャンモアと代々受け継がれている。ロビンとジョンのマスクのみ自制。
ハンタースーツ
キャンモアらが着用している特殊スーツで防御力が高く、高圧電流を浴びても感電しない絶縁効果もある。スーツの色は3人共通で黒と赤。ロビンのスーツのみヘソ出しである。
ハンターパワードスーツ
ロビンとジョンが神殿での最終決戦で装着したスーツ。このスーツを装着すると戦闘能力が桁外れに高くなる。右腕に装備された強力な破壊力を持つレーザーガンを武器とする。しかし、ゴライアスには至近距離でも避けられた。マンハッタン一族と激闘を展開し善戦したが、ロビンはアンジェラに敗れ、ジョンもゴライアスに敗れた。
ハンターバイク
キャンモアらが乗る空中バイク。優れた機動力を発揮し、ゴライアスとも3対1で互角の戦いを展開したが、3人まとめてゴライアスにバイクから叩き落される。
ハンターレーザーガン
キャンモアらが装備している銃。強力な破壊力を持つがゴライアスとデモーナには直撃でも通用しなかった。
毒粉
ロビンが使用する毒粉でアンジェラに使用しダメージを与えた。
ガンワイヤーエレキチェスト
銃から発射するワイヤーエレキチェストで普通のワイヤーエレキチェストよりもはるかに強力な高圧電流を流す。銃から直接発射し相手の胸に命中すると無数のワイヤーが敵の胸を覆い強力な高圧電流を流す。キャンモアが使用しアンジェラに大ダメージを与えた。
ワイヤーエレキチェスト
3人共通の武器で敵に投げつけると無数のワイヤーが相手の胸を覆い胸に高圧電流を流すことが可能。キャンモアが使用しゴライアスに大ダメージを与えた。
ハンタークロウ
ジョンの個人装備で烏型の小型ロボットで敵を攻撃後は自動的にジョンの肩に止まる。口からレーザーを放ち敵を攻撃する。ハドソンを翻弄したが、パイプの蒸気を利用されハドソンセイバーで破壊された。
ハンターセイバー
ギルカムゲインやダンカンやカンモールが使用する特殊な鋼鉄で作られた剣。使い手のギルカムゲインらが剣の名手であるため、連続斬撃を得意とする。しかし、素手のデモーナにすら勝てなかった。
ハンターテクター
ギルカムゲインらが装備している強力な盾。ハンターセイバーと同様に特殊な鋼鉄で作られている。防御のほか敵を攻撃する打撃武器としても使用でき、デモーナを跳ね飛ばした。